# 1998 في فيتنام
فيما يلي قوائم الأحداث التي وقعت خلال عام 1998 في فيتنام.

## رياضة
- 1 يناير – بطولة اتحاد آسيان لكرة القدم 1998

## مواليد

### أغسطس
- 18 أغسطس – تان تين دو لاعب كرة قدم فيتنامي.

## وفيات

### يوليو
- 14 يوليو – نوين ناك لون (مواليد 1930) سياسي فيتنامي.